# Adventure Island: The Beginning
Adventure Island: The Beginning (jap.: 高橋名人の冒険島Wii, Hepburn: Takahashi Meijin no Bōken Jima Wii) ist ein Jump ’n’ Run, das von Hudson Soft für die Nintendo Wii veröffentlicht wurde.

## Spielprinzip
Das Spiel hat ähnliches Gameplay wie seine Vorgänger. Der Spieler steuert Master Higgins. Er kann rennen und springen und seine Gegner erledigt mit Äxten, Bumerangs und Speeren.  Außerdem muss der Spieler Lebensmittel sammeln, da der Charakter  ständig sein Leben verliert.  Man kann auch seine Waffen und Fähigkeiten verbessern, indem man goldene Melonen findet und sie in einem Geschäft auf der Overworld-Karte eintauscht. Das Spiel bietet auch vier Minispiele.

## Rezeption
Das Spiel wurde schon vor der Veröffentlichung kritisiert, die eine Vorschau des Spiels zeigten. JC Fletcher von Joystiq kritisierte die 3D-Grafik und sagte, dass „wir uns wünschen würden, Hudson hätte den Weg von Mega Man 9 eingeschlagen, weil die 3D-Grafik nicht funktioniert“. Ray Barnholt von 1UP.com bemerkte, dass dieses Spiel eine Ähnlichkeit mit dem Spiel „Hudson Selection Adventure Island“, dass zuvor Nintendo GameCube und PlayStation 2 veröffentlicht wurde. Aber er fand die Grafik vom Hudson Selection Adventure Island „ansprechender“. IGN nannte es „ein angenehmes, unterhaltsames Update eines klassischen Franchise“, beklagte aber den Mangel an Verbesserungen gegenüber dem Vorgänger.